# Attention bandits !
Attention bandits ! és una pel·lícula francesa dirigida per Claude Lelouch estrenada el 1987.

## Argument
Un truà enriquit, Simon Verini, anomenat l'Expert, s'ha retirat del món de l'hampa i porta una vida tranquil·la al costat de la seva dona i de la seva filla, «la princesa». Però es deixa persuadir per un jove bandit, Mozart, de reprendre la feina que li confia a Simon Verini el botí d'un atracament a Cartier. Però la transacció va malament: la seva dona és morta davant seu i és acusat del robatori. Simon es troba a la presó per a 10 anys, després haver tingut tanmateix temps de confiar la seva filla, Marie-Sophie, a un col·legi suís. Quan surt, no té més que una idea present: venjar-se..A la sortida de presó, troba la filla, que s'acaba assabentant de la veritat sobre les seves activitats...

## Repartiment
- Jean Yanne: l'expert (Simon Verini)
- Marie-Sophie L.: la princesa
- Patrick Bruel: Mozart
- Charles Gérard: Tonton
- Corinne Marchand: la santa
- Hélène Surgère
- Edwige Navarro
- Françoise Bette
- Jean-Claude Bourbault
- Christine Barbelivien
- Jean-Michel Dupuis
- Olivier Cruveiller
- Xavier Maly
- Anouchka
- Gunilla Karlzen
- Eugène Berthier
- Raoul Billerey
- Michel Amphoux
- Mireille Audibert
- Hervé Briaux
- Eric Denize
- Bernard Freyd
- Jean-Claude Frissung
- Jean-Jacques Lagarde
- Jean-Claude Leguay
- Martine Lelouch
- Alain Ollivier
- Dimitri Radochevitch
- Bernard Spiegel
- Catherine Wilkening